# Кишко Георгій Іванович
Георгій Іванович Кишко (23 січня 1946 — 1996) — український актор театру та кіно. Багато працював з мультиплікатором Давидом Черкаським. Голосом актора говорить Бармалей в м/ф «Лікар Айболить», Фукс в м/ф «Пригоди капітана Врунгеля», пірат Сліпий П'ю в м/ф «Острів Скарбів».

## Біографія
Георгій Іванович Кишко народився 23 січня 1946 року.
У 1972 році закінчив Театральний інститут імені Бориса Щукіна у Москві. Був актором Київського драматичного театру імені Лесі Українки, на сцені якого виступав до кінця життя.
Георгій Кишко помер у 1996 році, незабаром після свого п'ятдесятиріччя.
В першу чергу, Кишко відомий глядачу як актор озвучування мультфільмів.
Голосом Кишко розмовляють матрос Фукс в «Пригодах капітана Врунгеля», Бармалей в «Лікарі Айболить» та Сліпий П'ю в «Острові скарбів».
Давид Черкаський, режисер мультфільмів, згадував, що саме завдяки таланту Георгія Кишко розбійник Бармалей в м/ф «Лікар Айболить» вийшов настільки неоднозначним і навіть ніжним.
«Він вразливий, розумієте? Коли читаєш Чуковського, усвідомлюєш, скільки всього намішано в цьому герої. Спочатку він бундючиться, робить вигляд, що він дуже злий, навіть репліка така є: „Я злий розбійник? — Злий!“
У нас він вийшов таким нещасним євреєм (...) А озвучував його Жора Кишко. Він своїм тоном робив героя дуже ніжним і трохи плаксивим».

## Ролі в театрі
- «Як важливо бути серйозним» (1976)
- «Ціна» (1988)

## Фільмографія
- «Дощ у чужому місті» (1979)
- «Страх» (1980)
- «Народний Малахій» (1991)
- «Помилка професора Буггенсберга» (1992)

## Дублювання та озвучення українською
- Свара — (озвучення кіностудії «Київнаукфільм»)

## Дублювання та озвучення російською
- Телефон поліції 110 — (російський дубляж кіностудії ім.Довженко)
- Гніт — (російське озвучення кіностудії «Київнаукфільм»)
- Тяп-Ляп — всі ролі (російське озвучення кіностудії «Київнаукфільм»)
- Свара — (російське озвучення кіностудії «Київнаукфільм»)
- Золота липа — (російське озвучення кіностудії «Київнаукфільм»)
- Про всіх на світі — (російське озвучення кіностудії «Київнаукфільм»)
- Аліса в країні чудес — (російське озвучення кіностудії «Київнаукфільм»)
- Аліса в Задзеркаллі — (російське озвучення кіностудії «Київнаукфільм»)
- Лікар Айболить — (російське озвучення кіностудії «Київнаукфільм»)[2]
- Острів скарбів — Сліпий П'ю (російське озвучення кіностудії «Київнаукфільм»)
- Пригоди капітана Врунгеля — (російське озвучення кіностудії «Київнаукфільм» і фірми «Мелодія»)
- Команда Діг — (російське озвучення студії «Борисфен-С»)